# Rita Hampp

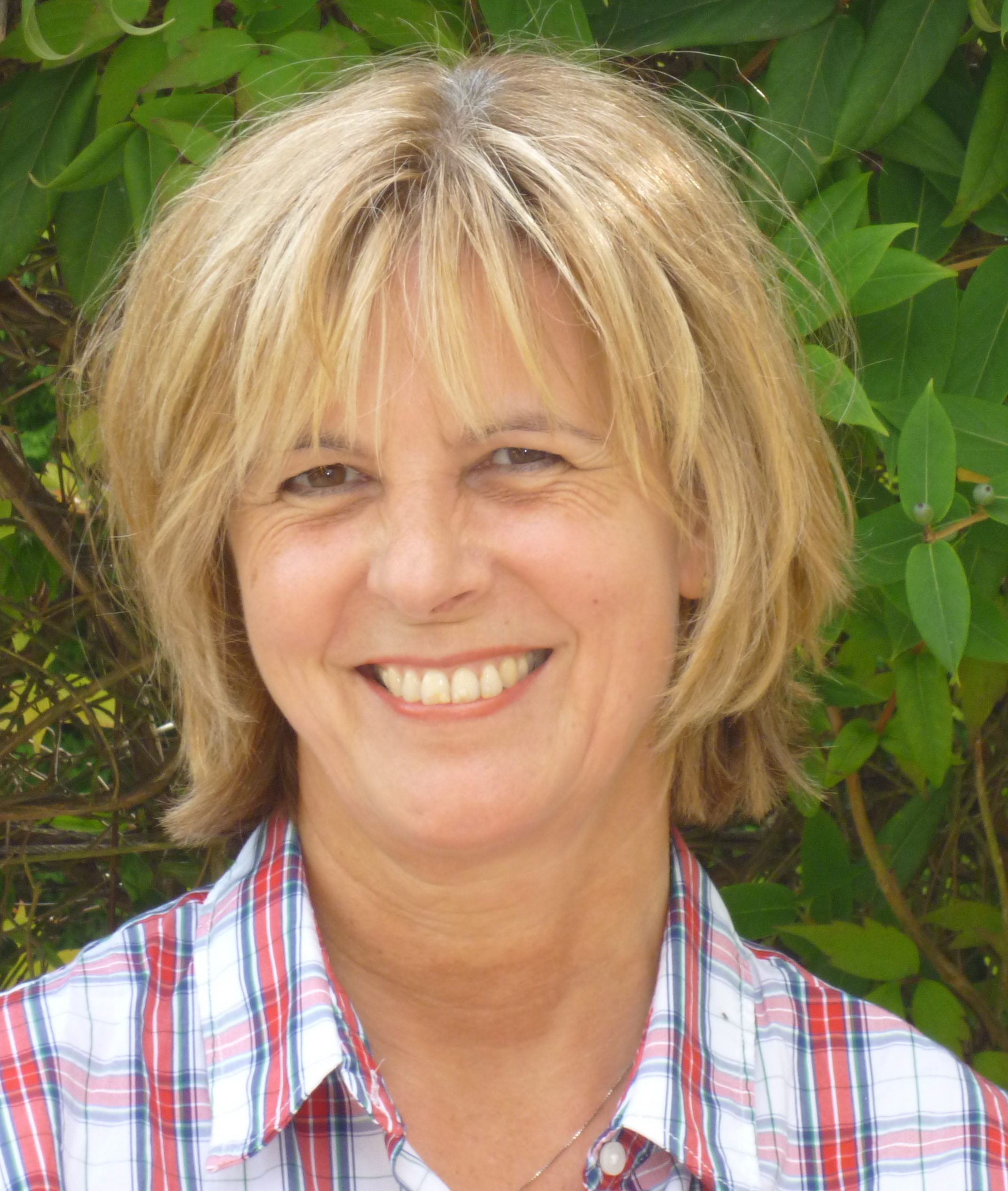
Rita Hampp, 2011

Rita Hampp (* 17. Juli 1954 in Bockhorn, Landkreis Friesland) ist eine deutsche Journalistin und Schriftstellerin. 

## Leben
Hampp verbrachte ihre Kindheit in Wittmund und die Jugendjahre in Bad Mergentheim. Sie studierte zunächst Rechtswissenschaften in Würzburg, brach ab und wurde Journalistin. Zwanzig Jahre lang arbeitete sie für die Main-Post, zunächst als Leiterin der Kitzinger Lokalredaktion und später überörtlich als Gerichtsreporterin. Es folgte ein mehrjähriger Aufenthalt in New York und Virginia, wo Hampp Book Publishing studierte.
Seit 2000 lebt sie als freie Autorin mit Ehemann in Baden-Baden.

## Werke
Kriminalromane:
- Die Leiche im Paradies. Emons, Köln 2005, ISBN 978-3-89705-402-8
- Tod auf der Rennbahn. Emons, Köln 2006, ISBN 978-3-89705-477-6
- Mord im Grandhotel. Emons, Köln 2007, ISBN 978-3-89705-517-9
- Baden-Badener Roulette. Emons, Köln 2011, ISBN 978-3-89705-793-7
- Im Dunkel der Schuld. Psychothriller. Diana, München 2013, ISBN 978-3-453-35750-1

Familienromane:
- Das Rosenhaus am Merkur. Silberburg, Tübingen 2012, ISBN 978-3-8425-1181-1